# Gewerbemuseum Nürnberg

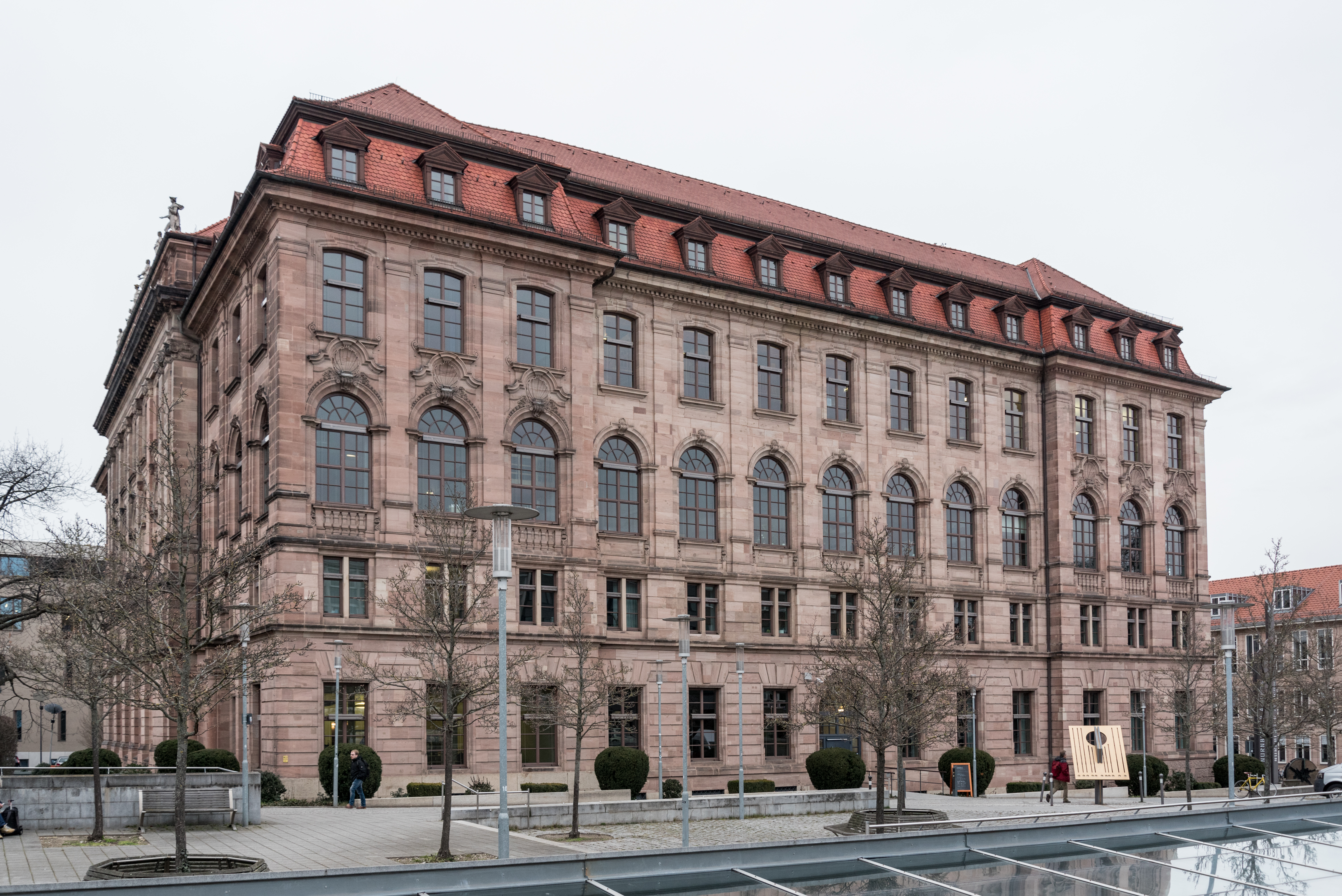
Aufnahme von 2016

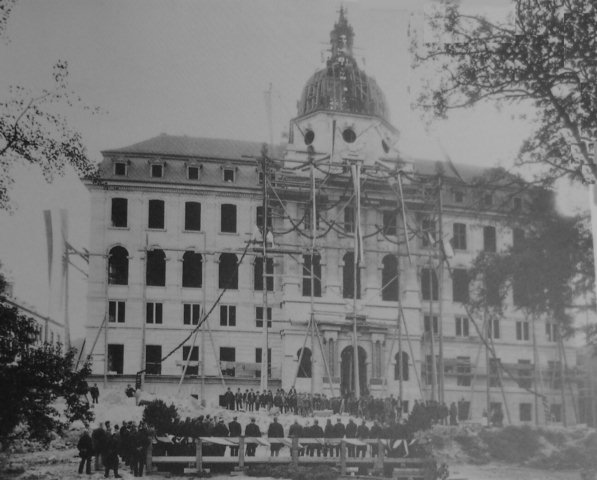
Das Richtfest 1894

Das Gewerbemuseum Nürnberg ist ein ehemaliges Museumsgebäude im Stile des Neobarocks in Nürnberg, in dem heute das Bildungszentrum Nürnberg, die Uhrensammlung Karl Gebhardt, die Deutsche Gesellschaft für Chronometrie, der Projektträger Bayern sowie das Bayerische Staatsministerium für Gesundheit und Pflege untergebracht sind. Das Gebäude steht unter Denkmalschutz.

## Geschichte
Das Gebäude diente ursprünglich der Landesgewerbeanstalt Bayern. Von 1892 bis 1897 nach Plänen von Theodor von Kramer erbaut, zählte es seinerzeit zu den größten Bauwerken der Stadt. Die Kuppel des Gebäudes wurde bei Luftangriffen im Zweiten Weltkrieg vollständig zerstört; das restliche Gebäude blieb jedoch erhalten.